# Babe Slater
Colby Edmund „Babe” Slater ( Berkeley, Kalifornia, 1896. április 30. –  Clarksburg, Kalifornia, 1965. január 30.) kétszeres olimpiai bajnok amerikai         rögbijátékos.
Az 1920. évi nyári olimpiai játékokon az amerikai rögbicsapatban játszott és olimpiai bajnok lett. Az 1924. évi nyári olimpiai játékokon megvédték az olimpiai bajnoki címüket rögbiben.
Testvére, Norm Slater, szintén olimpiai bajnok rögbijátékos.